# تاخینگ ام زی
تاخینگ ام زی (به آلمانی: Taching am See) یک شهر در آلمان است که در بایرن واقع شده‌است.

## خصوصیات
تاخینگ ام زی ۲۶٫۷۶ کیلومترمربع مساحت دارد ۴۷۸ متر بالاتر از سطح دریا واقع شده‌است.